# Grand Prix Formule 1 van Singapore 2015
De Grand Prix Formule 1 van Singapore 2015 werd gehouden op 20 september 2015 op het Marina Bay Street Circuit. Het was de dertiende race van het kampioenschap.

## Wedstrijdverslag

### Coureurswissel
Bij Marussia werd Roberto Merhi voorafgaand aan het raceweekend vervangen door Alexander Rossi, die vijf van de zeven resterende races voor het team zal rijden. In de Grands Prix van Rusland en Abu Dhabi stapt Merhi weer in voor het team, aangezien Rossi tijdens die raceweekenden verplichtingen heeft in de GP2 Series.

### Kwalificatie
Sebastian Vettel behaalde voor Ferrari zijn eerste pole position van het seizoen. Het was voor hem tevens de eerste pole sinds Brazilië 2013 en de eerste Ferrari-pole sinds Duitsland 2012. Red Bull-coureur Daniel Ricciardo kwalificeerde zich als tweede, voor de andere Ferrari van Kimi Räikkönen en teamgenoot Daniil Kvjat. De Mercedes-coureurs Lewis Hamilton en Nico Rosberg, die het gehele seizoen al de dienst uitmaken, kwamen niet verder dan de vijfde en zesde tijd in de kwalificatie. Het Williams-duo Valtteri Bottas en Felipe Massa kwalificeerde zich als zevende en negende, met de Toro Rosso van Max Verstappen tussen hen in. De top 10 werd afgesloten door de Lotus van Romain Grosjean.

### Race
Na een race met twee safetycarfases, de eerste veroorzaakt door een botsing tussen Felipe Massa en Force India-coureur Nico Hülkenberg, terwijl de tweede werd veroorzaakt door een fan die het circuit opliep, werd de race gewonnen door Sebastian Vettel, die zijn derde zege van het seizoen behaalde. Daniel Ricciardo en Kimi Räikkönen maakten het podium compleet. Nico Rosberg eindigde als vierde, nadat hij zijn teamgenoot Lewis Hamilton voor zich weg zag vallen met een probleem met zijn vermogen. Valtteri Bottas eindigde als vijfde voor Daniil Kvjat, die last had van de eerste safetycarfase. Sergio Pérez eindigde voor Force India de race als zevende nadat hij in de laatste fase van de race de Toro Rosso's van Max Verstappen en Carlos Sainz jr. achter zich moest houden. Verstappen liet zijn auto bij de start afslaan en moest de race met een ronde achterstand vanuit de pitstraat aanvangen. Door de safetycarfases kon hij terug naar voren komen. Het laatste punt ging naar de Sauber van Felipe Nasr, die in een van de laatste ronden Romain Grosjean inhaalde.
Voor zijn aandeel in de crash die de eerste safetycarfase veroorzaakte, kreeg Nico Hülkenberg een straf van drie startplaatsen voor de volgende race.

## Vrije trainingen
- Er wordt enkel de top 5 weergegeven.

| Vrije training 1 | Pos | No | Coureur          | Constructeur     | Tijd     |
| ---------------- | --- | -- | ---------------- | ---------------- | -------- |
| Vrije training 1 | 1   | 6  | Nico Rosberg     | Mercedes         | 1:47.995 |
| Vrije training 1 | 2   | 44 | Lewis Hamilton   | Mercedes         | 1:48.314 |
| Vrije training 1 | 3   | 3  | Daniel Ricciardo | Red Bull-Renault | 1:48.331 |
| Vrije training 1 | 4   | 5  | Sebastian Vettel | Ferrari          | 1:48.494 |
| Vrije training 1 | 5   | 7  | Kimi Räikkönen   | Ferrari          | 1:48.785 |
| Vrije training 2 | Pos | No | Coureur          | Constructeur     | Tijd     |
| Vrije training 2 | 1   | 26 | Daniil Kvjat     | Red Bull-Renault | 1:46.142 |
| Vrije training 2 | 2   | 7  | Kimi Räikkönen   | Ferrari          | 1:46.181 |
| Vrije training 2 | 3   | 3  | Daniel Ricciardo | Red Bull-Renault | 1:46.256 |
| Vrije training 2 | 4   | 44 | Lewis Hamilton   | Mercedes         | 1:46.479 |
| Vrije training 2 | 5   | 5  | Sebastian Vettel | Ferrari          | 1:46.487 |
| Vrije training 3 | Pos | No | Coureur          | Constructeur     | Tijd     |
| Vrije training 3 | 1   | 5  | Sebastian Vettel | Ferrari          | 1:45.682 |
| Vrije training 3 | 2   | 7  | Kimi Räikkönen   | Ferrari          | 1:46.132 |
| Vrije training 3 | 3   | 26 | Daniil Kvjat     | Red Bull-Renault | 1:46.167 |
| Vrije training 3 | 4   | 3  | Daniel Ricciardo | Red Bull-Renault | 1:46.359 |
| Vrije training 3 | 5   | 44 | Lewis Hamilton   | Mercedes         | 1:46.802 |

Testcoureurs:
geen

## Kwalificatie
| Pos                 | No | Coureur          | Constructeur         | Q1       | Q2       | Q3       | Grid |
| ------------------- | -- | ---------------- | -------------------- | -------- | -------- | -------- | ---- |
| 1                   | 5  | Sebastian Vettel | Ferrari              | 1:46.017 | 1:44.743 | 1:43.885 | 1    |
| 2                   | 3  | Daniel Ricciardo | Red Bull-Renault     | 1:46.166 | 1:45.291 | 1:44.428 | 2    |
| 3                   | 7  | Kimi Räikkönen   | Ferrari              | 1:46.467 | 1:45.140 | 1:44.667 | 3    |
| 4                   | 26 | Daniil Kvjat     | Red Bull-Renault     | 1:45.340 | 1:44.979 | 1:44.745 | 4    |
| 5                   | 44 | Lewis Hamilton   | Mercedes             | 1:45.765 | 1:45.650 | 1:45.300 | 5    |
| 6                   | 6  | Nico Rosberg     | Mercedes             | 1:46.201 | 1:45.653 | 1:45.415 | 6    |
| 7                   | 77 | Valtteri Bottas  | Williams-Mercedes    | 1:46.231 | 1:45.887 | 1:45.676 | 7    |
| 8                   | 33 | Max Verstappen   | Toro Rosso-Renault   | 1:46.483 | 1:45.635 | 1:45.798 | 8    |
| 9                   | 19 | Felipe Massa     | Williams-Mercedes    | 1:46.879 | 1:45.701 | 1:46.077 | 9    |
| 10                  | 8  | Romain Grosjean  | Lotus-Mercedes       | 1:46.860 | 1:45.805 | 1:46.413 | 10   |
| 11                  | 27 | Nico Hülkenberg  | Force India-Mercedes | 1:46.669 | 1:46.305 |          | 11   |
| 12                  | 14 | Fernando Alonso  | McLaren-Honda        | 1:46.600 | 1:46.328 |          | 12   |
| 13                  | 11 | Sergio Pérez     | Force India-Mercedes | 1:46.576 | 1:46.385 |          | 13   |
| 14                  | 55 | Carlos Sainz jr. | Toro Rosso-Renault   | 1:46.465 | 1:46.894 |          | 14   |
| 15                  | 22 | Jenson Button    | McLaren-Honda        | 1:46.891 | 1:47.019 |          | 15   |
| 16                  | 12 | Felipe Nasr      | Sauber-Ferrari       | 1:46.965 |          |          | 16   |
| 17                  | 9  | Marcus Ericsson  | Sauber-Ferrari       | 1:47.088 |          |          | 17   |
| 18                  | 13 | Pastor Maldonado | Lotus-Mercedes       | 1:47.323 |          |          | 18   |
| 19                  | 28 | Will Stevens     | Marussia-Ferrari     | 1:51.021 |          |          | 19   |
| 20                  | 53 | Alexander Rossi  | Marussia-Ferrari     | 1:51.523 |          |          | 20   |
| 107% tijd: 1:52.713 |    |                  |                      |          |          |          |      |

## Race
| Pos | No | Coureur          | Constructeur         | Rondes | Tijd/Oorzaak uitval | Grid | Punten |
| --- | -- | ---------------- | -------------------- | ------ | ------------------- | ---- | ------ |
| 1   | 5  | Sebastian Vettel | Ferrari              | 61     | 2:01:22.118         | 1    | 25     |
| 2   | 3  | Daniel Ricciardo | Red Bull-Renault     | 61     | +1.478              | 2    | 18     |
| 3   | 7  | Kimi Räikkönen   | Ferrari              | 61     | +17.154             | 3    | 15     |
| 4   | 6  | Nico Rosberg     | Mercedes             | 61     | +24.720             | 6    | 12     |
| 5   | 77 | Valtteri Bottas  | Williams-Mercedes    | 61     | +34.204             | 7    | 10     |
| 6   | 26 | Daniil Kvjat     | Red Bull-Renault     | 61     | +35.508             | 4    | 8      |
| 7   | 11 | Sergio Pérez     | Force India-Mercedes | 61     | +50.836             | 13   | 6      |
| 8   | 33 | Max Verstappen   | Toro Rosso-Renault   | 61     | +51.450             | 8    | 4      |
| 9   | 55 | Carlos Sainz jr. | Toro Rosso-Renault   | 61     | +52.860             | 14   | 2      |
| 10  | 12 | Felipe Nasr      | Sauber-Ferrari       | 61     | +1:30.045           | 16   | 1      |
| 11  | 9  | Marcus Ericsson  | Sauber-Ferrari       | 61     | +1:37.507           | 17   |        |
| 12  | 13 | Pastor Maldonado | Lotus-Mercedes       | 61     | +1:37.718           | 18   |        |
| 13  | 8  | Romain Grosjean  | Lotus-Mercedes       | 59     | Band                | 10   |        |
| 14  | 53 | Alexander Rossi  | Marussia-Ferrari     | 59     | +2 ronden           | 20   |        |
| 15  | 28 | Will Stevens     | Marussia-Ferrari     | 59     | +2 ronden           | 19   |        |
| DNF | 22 | Jenson Button    | McLaren-Honda        | 52     | Versnellingsbak     | 15   |        |
| DNF | 14 | Fernando Alonso  | McLaren-Honda        | 33     | Versnellingsbak     | 12   |        |
| DNF | 44 | Lewis Hamilton   | Mercedes             | 32     | Gas                 | 5    |        |
| DNF | 19 | Felipe Massa     | Williams-Mercedes    | 30     | Versnellingsbak     | 9    |        |
| DNF | 27 | Nico Hülkenberg  | Force India-Mercedes | 12     | Botsing             | 11   |        |

## Tussenstanden na de Grand Prix

### Coureurs
| Positie | Nummer | Rijder           | Team              | Punten |
| ------- | ------ | ---------------- | ----------------- | ------ |
| 1       | 44     | Lewis Hamilton   | Mercedes          | 252    |
| 2       | 6      | Nico Rosberg     | Mercedes          | 211    |
| 3       | 5      | Sebastian Vettel | Ferrari           | 203    |
| 4       | 7      | Kimi Räikkönen   | Ferrari           | 107    |
| 5       | 77     | Valtteri Bottas  | Williams-Mercedes | 101    |

### Constructeurs
| Positie | Team                 | Punten |
| ------- | -------------------- | ------ |
| 1       | Mercedes             | 463    |
| 2       | Ferrari              | 310    |
| 3       | Williams-Mercedes    | 198    |
| 4       | Red Bull-Renault     | 139    |
| 5       | Force India-Mercedes | 69     |